# J波段 (紅外線)

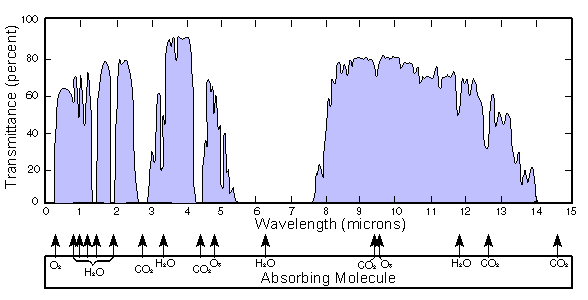
紅外大氣窗口。J波段是以1.25微米為中心的透射視窗（1.1至1.4微米）。

J波段是紅外天文學中，以1.25微米（在近紅外中）為中心的紅外窗口（1.1至1.4微米）。
參宿四是天空中最亮的近紅外光源，J波段星等為−2.99。J波段下一顆最亮的恒星依序是心宿二（−2.7）、劍魚座R（−2.6）、大角星（−2.2）和畢宿五（−2.1）。天狼星在J波段是第9亮的恒星。
因為它覆蓋的波長穿過雲和其他大氣氣體，因此J波段是地面觀測頻繁使用的紅外線波段。 然而，波段確實受到水蒸氣和氫氧化物發射線的污染，導致光度的誤差相對較高。
它可以用來仔細觀察巨星和超巨星的光球，同時主要避免分子帶的不透明性，還可以訪問1080nm的He I線，這在研究金牛T星周圍的星周盤相互作用中很有用。